# Климовое
Климовое — хутор в Борисовском районе Белгородской области. Входит в состав Берёзовского сельского поселения.

## География
Хутор расположен расположен в юго-западной части региона, на западе района, где граничит  с Грайворонским городским округом, вдоль дороги 14К-12.
Часовой пояс
Хутор Климовое как и вся Белгородская область, находится в часовой зоне МСК (московское время). Смещение применяемого времени относительно UTC составляет +3:00.

## Население
| 2002 | 2010 |
| ---- | ---- |
| 53   | ↗58  |

## Известные уроженцы, жители
Николай Яковлевич Говорущенко (24 мая 1924 — 14 апреля 2011) — советский и украинский учёный, кандидат наук (1965), профессор (1967), заслуженный деятель науки и техники УССР (1982).

## Транспорт
Хутор доступен автотранспортом.